# بادناس
بادناس (به اسپانیایی: Bádenas) یک شهرستان در اسپانیا است که در استان تروئل واقع شده‌است.

## خصوصیات
بادناس ۳۱ کیلومترمربع مساحت و ۱۹ نفر جمعیت دارد.